# Occidozyga lima
Occidozyga lima es una especie  de anfibios de la familia Ranidae.

## Distribución geográfica
Se encuentra en Bangladés, Camboya,  China, India, Indonesia, Laos, Malasia, Birmania, Tailandia, Vietnam y, posiblemente también, en el Nepal.